# 紫花芦莉草
紫花芦莉草又名翠蘆莉（学名：Ruellia simplex）为爵床科卢利草属下的一个多年生草本植物。原產於墨西哥。是台灣地區相當普及的園藝植物，街道邊與公園裡常見，田野間也可見到野生歸化的翠蘆莉。
其种加词“simplex ”意为“简单、单一的”。

## 品種
依植株高度可分為高性種與矮性種，高性種株高約100 公分，莖幹明顯可見；矮性種株高僅 10~30 公分。
台灣較常見到高性種。翠蘆莉的花色除了常見的紫色，也有粉紅與白色品種。

## 特徵
翠蘆莉外貌清秀。花冠喇叭形。葉片細長屬線狀披針形，葉脈明顯，呈凸起狀，羽狀側脈條條通至葉緣，並接合近似吻合脈。
紅褐色的莖幹具節。
翠蘆莉的花與同屬植物塊根蘆莉草（Ruellia tuberosa）的花極其相似，難以分辨，不過兩者葉形完全不同，前者狹長，後者橢圓。

## 「日日見花」俗名由來
翠蘆莉花期長達半年，由春至秋，但每朵花的壽命只有一天，晨間綻放，黃昏凋謝，然而花謝花開接續不斷，所以為人稱之「日日見花」。

## 用途
作為觀賞植物外，翠蘆莉也是蝴蝶喜歡的蜜源植物。

## 圖片

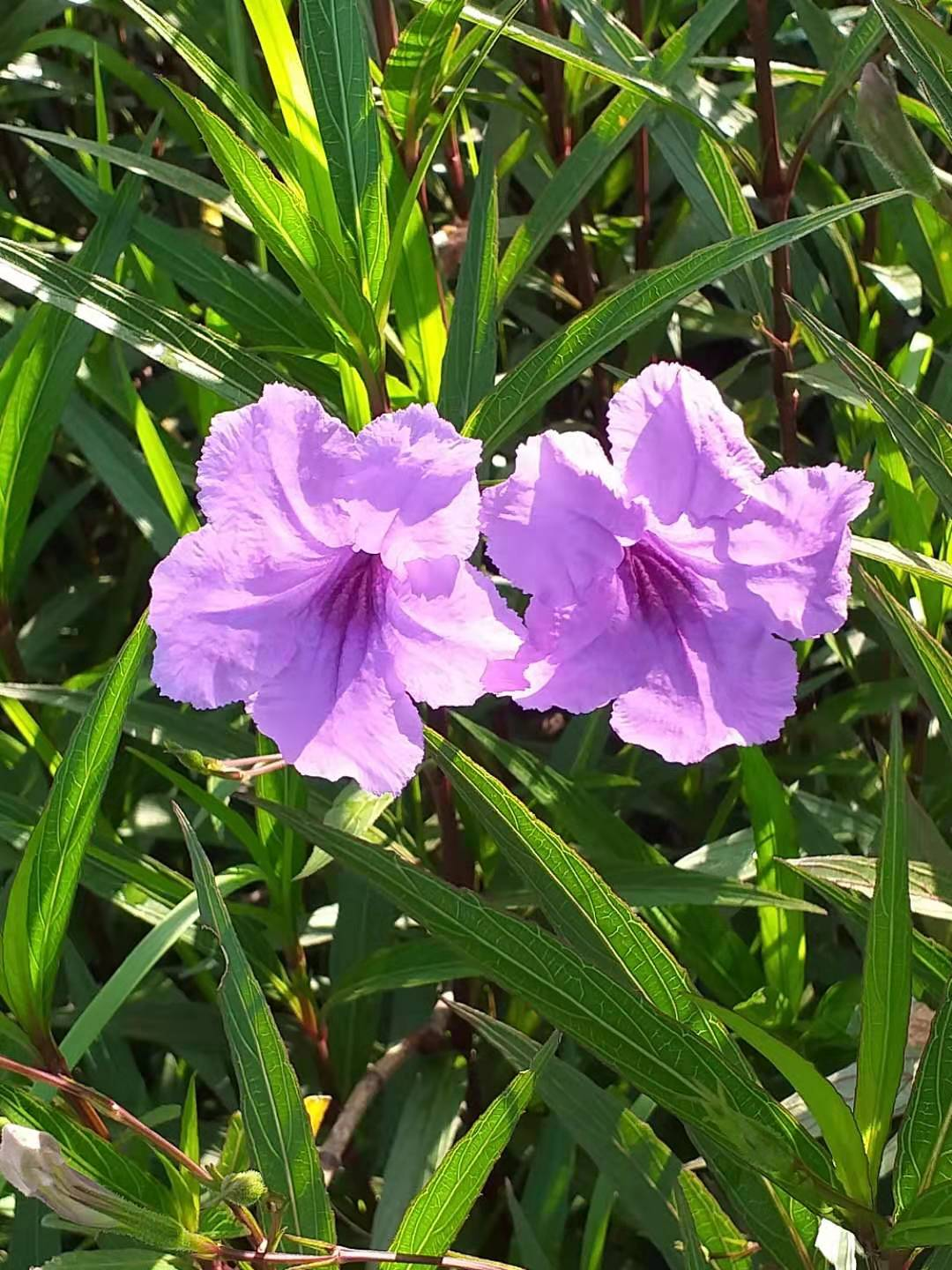
線狀披針形的葉與紅褐色的莖
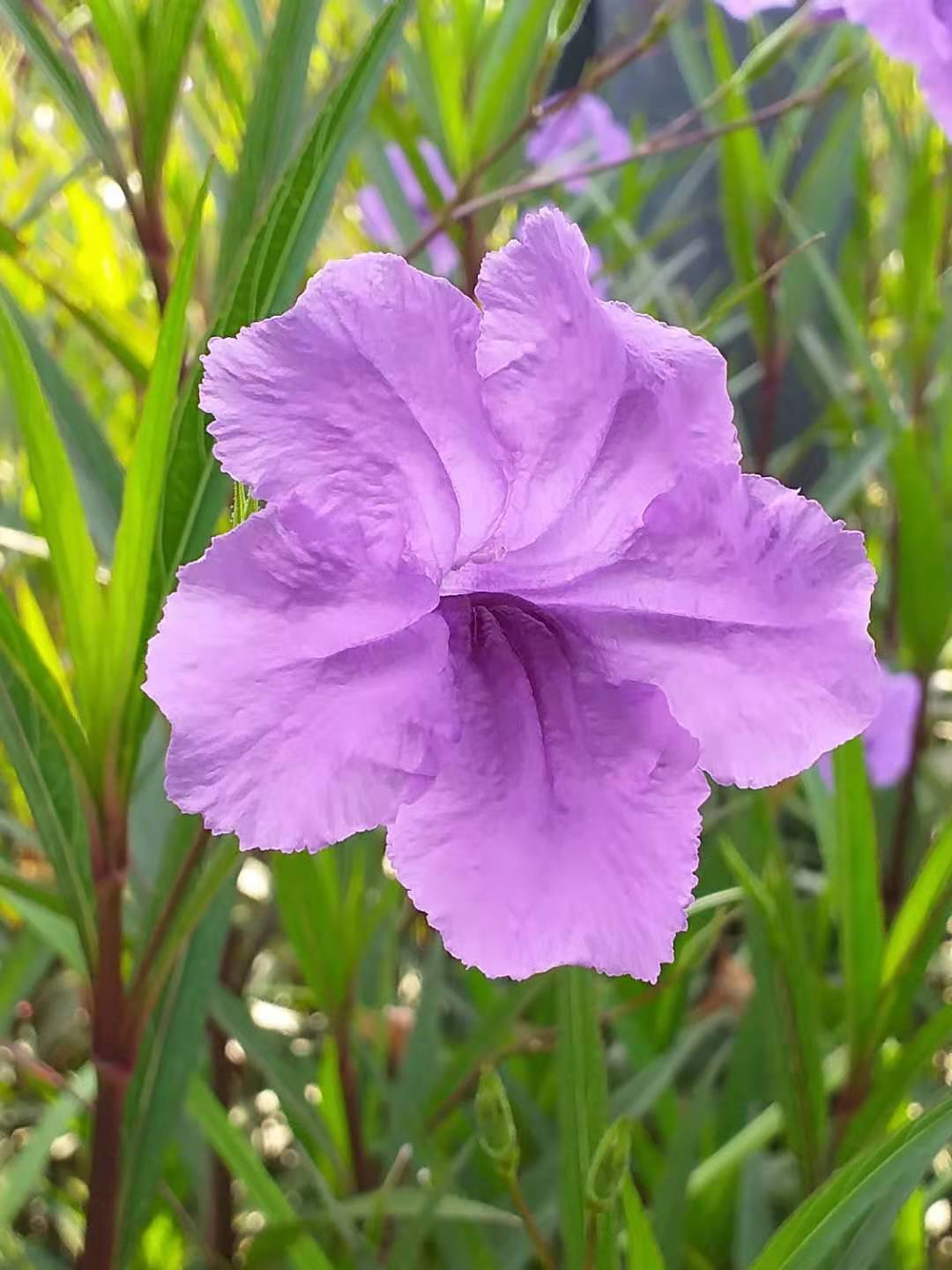
花
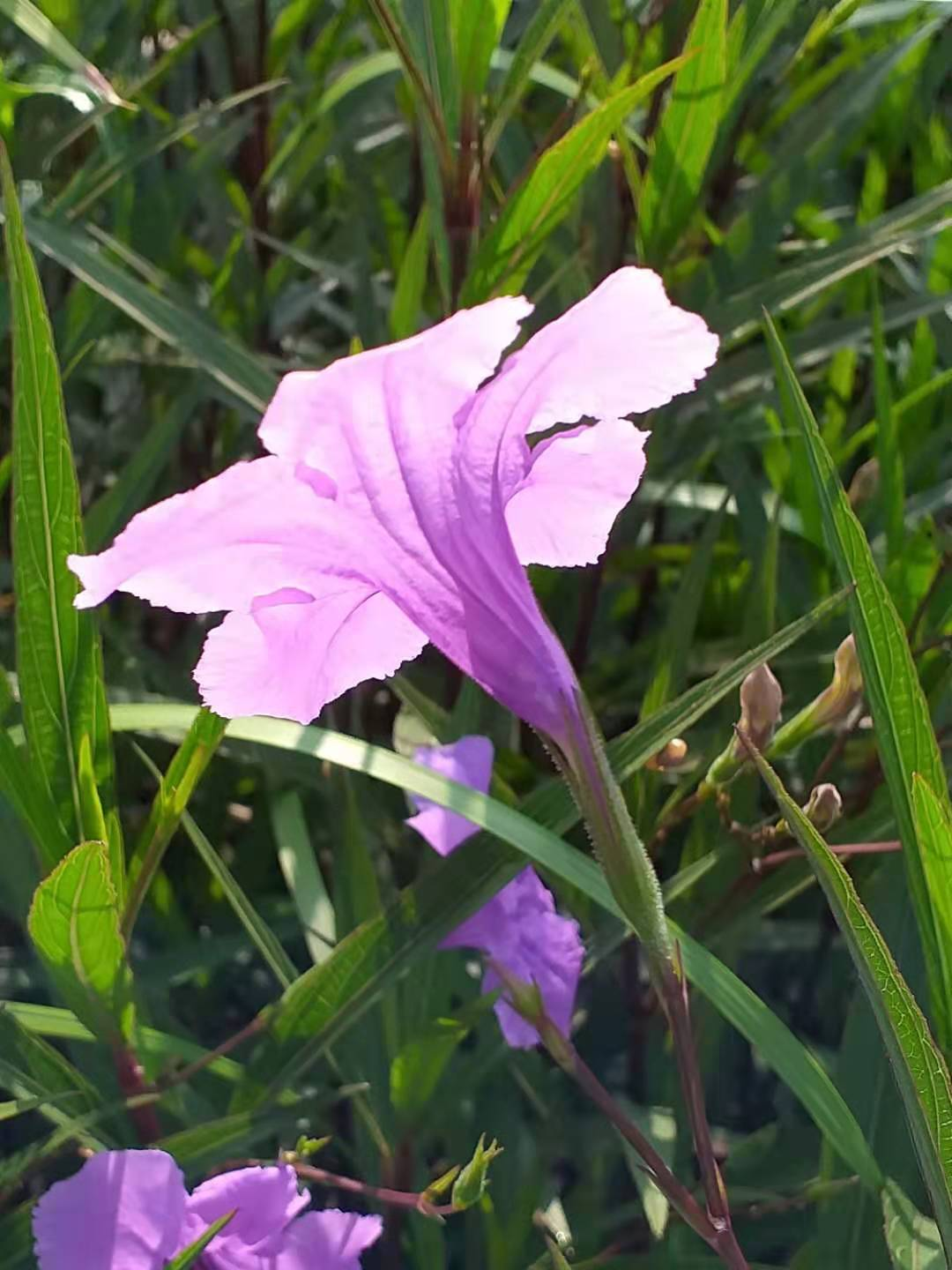
喇叭形的花冠

## 引文出處
1. 1 2  . （原始内容存档于2020-04-28）.
2. 1 2 3  . kmweb.coa.gov.tw.   [2019-08-12].[]